# Campeonato Europeo de la UEFA Sub-19 2027
EL Campeonato de Europa Sub-19 de la UEFA de 2027 Sera la XXVI edición del Campeonato de Europa Sub-19, organizado por la UEFA. la fase final se jugara  en Israel en 2027.
Ya que el Torneo de Antes como el Rumania 2025 Era para La clasificación al Mundial Sub20 de la FIFA de 2023 Y esta previsto que este torneo 2027 Sea tambien para la Clasificación ala Copa Mundial Sub-20 De la FIFA 2027

## Sorteo
El Sorteo del Campeonato  de Europa Sub-19 de la UEFA Se relizara en el Año 2027 y sera en Sede de la UEFA.

## Fase de Grupos
Los equipos participantes del torneo seran dividos en 4 Grupos de 4 selecciones , Sabiendo que israel estara en el grupo A como anfritrión los equipos seran de 8 como lo tengra el Campeonato Europeo de la UEFA Sub-19 2026
     Clasificado a Cuartos de final.

### Grupo A
| Equipo       | Pts. | PJ | PG | PE | PP | GF | GC | Dif. |
| ------------ | ---- | -- | -- | -- | -- | -- | -- | ---- |
| Israel       | 0    | 0  | 0  | 0  | 0  | 0  | 0  | 0    |
| Bandera de ? | 0    | 0  | 0  | 0  | 0  | 0  | 0  | 0    |
| Bandera de ? | 0    | 0  | 0  | 0  | 0  | 0  | 0  | 0    |
| Bandera de ? | 0    | 0  | 0  | 0  | 0  | 0  | 0  | 0    |

## Participantes
Los siguientes ocho equipos se clasifican para el torneo final.
| Equipo | Clasificado como | Clasificado en fecha | Apariciones previas en Eurocopa Sub-19 solo era Sub-19 (desde 2002) |
| ------ | ---------------- | -------------------- | ------------------------------------------------------------------- |
| Israel | Anfitrión        |                      |                                                                     |
|        |                  |                      |                                                                     |
|        |                  |                      |                                                                     |
|        |                  |                      |                                                                     |
|        |                  |                      |                                                                     |
|        |                  |                      |                                                                     |
|        |                  |                      |                                                                     |
|        |                  |                      |                                                                     |